# Irena Makowska
Irena Maria Makowska (z domu Wiśniewska) ps. Emilia i Skała (ur. 25 kwietnia 1923 w Pruszkowie, zm. 14 czerwca 2014) – polska działaczka podziemia niepodległościowego w czasie II wojny światowej, żołnierz Armii Krajowej (AK), uczestniczka powstania warszawskiego, adwokat.
Córka Józefa Wiśniewskiego i Marii Kaczmarskiej. W czasie powstania warszawskiego służyła w kompanii wartowniczej, a następnie była łączniczką I Obwodu "Radwan" (Śródmieście) Warszawskiego Okręgu AK. Po wojnie pracowała jako adwokat. W latach 1963–1976 była członkiem Zespołu Adwokackiego nr 20 w Warszawie, w latach 1976–1978 członkiem Zespołu Adwokackiego nr 29 w Warszawie, w latach 1978–1989 członkiem Zespołu Adwokackiego nr 1 w Piasecznie, a w latach 1989–2005 wykonywała zawód w indywidualnej kancelarii adwokackiej w Warszawie.

## Wybrane odznaczenia[3]
- Krzyż Kawalerski Orderu Odrodzenia Polski
- Warszawski Krzyż Powstańczy (1992)
- Krzyż Armii Krajowej (Londyn 1984)
- Medal za Warszawę 1939–1945 (1964)
- Medal Wojska (Londyn 1948)
- Krzyż Partyzancki (1959)
- Medal Zwycięstwa i Wolności 1945